# Schizodon succinctus
Schizodon succinctus es una especie de peces Characiformes de la familia Anostomidae.

## Taxonomía
Esta especie fue descrita originalmente en el año 1861 por el zoólogo alemán, nacionalizado argentino, Carlos Germán Conrado Burmeister.

## Distribución geográfica
Habita en el centro-este de Sudamérica, en la cuenca del Plata, sobre el río Paraná medio, en el nordeste de la Argentina, cerca de la ciudad de Rosario, provincia de Santa Fe.

## Descripción
Es una especie más pequeña que el simpátrico Schizodon fasciatus, midiendo sólo de 3 a 4 pulgadas de largo. En compación con esta, las escamas son más grandes, mostrando sólo 8 hileras entre el dorso y las aletas ventrales y 40 hileras sobre la línea lateral. En cada mandíbula presenta 8 dientes de color negros, aserrados con forma de peine, aunque los más externos rápidamente se hacen más pequeños. La coloración general es
plateada, dorsalmente es marrón-grisáceo, de allí bajan hasta el vientre 4 bandas oscuras a igual distancia entre ellas. La base de la aleta anal es negra, la parte inferior de la aleta caudal es más oscura hacia la punta, aunque no presenta una definida mancha.